# كاخا كالادزه
كاخابر كالادزه (بالجورجية: კახაბერ კალაძე) (مواليد 27 فبراير 1978 في سامتريديا - الاتحاد السوفييتي) لاعب كرة قدم جورجي معتزل كان يجيد اللعب في مركز الدفاع.
بدأ كالادزه مسيرته كلاعب كرة قدم في نادي دينامو تبليسي الجورجي في عام 1993، وهو في عمر السادسة عشر، وقد لفت الأنظار بسبب قوته في الدفاع واستبساله، وفي عام 1997 اقتنصه دينامو كييف الأوكراني بمبلغ وقدرة 280,000 جنيه إسترليني.
وفي عام 2000 أصبح كالادزه أغلى لاعب كرة قدم جورجي في التاريخ، حيث اشتراه نادي إيه سي ميلان الإيطالي بقيمة 16 مليون جنيه إسترليني، ولعب كالادزه في العديد من المراكز مثل قلب الدفاع والظهير الأيسر والوسط المدافع في بعض الأحيان، وقد فاز مع النادي في بطولة دوري أبطال أوروبا وبطولة كأس إيطاليا في عام 2003، ولكن الإصابة وقفت في وجهه في موسم 2003-2004 عندما فاز الفريق بالدوري الإيطالي، وقد مدد عقده مع النادي الإيطالي حتى تاريخ 30 يونيو 2011.
أما في مسيرته مع منتخب جورجيا لكرة القدم، فقد لعب أولى مباريات مع منتخب جورجيا لكرة القدم في مارس من عام 1996 أمام منتخب قبرص لكرة القدم، وقد شارك مع منتخب جورجيا لكرة القدم في حملاته للتأهل إلى بطولات كأس العالم 1998 و2002 و2006، وكذلك في كأس أمم أوروبا في عامي 2000 و2004.
وقد اختير كالادزه كأفضل لاعب كرة قدم في جورجيا في عامي 2001 و2002 وبالرغم من المشاكل التي واجهته في حياته الشخصية مثل خطف أخيه لمدة أربعة سنوات ثم قتله في عام 2006.

## روابط خارجية
- كاخا كالادزه على موقع الاتحاد الدولي (مؤرشف)  (الإنجليزية)
- كاخا كالادزه على موقع الاتحاد الأوربي (الإنجليزية)
- كاخا كالادزه على موقع اتحاد أوكرانيا (الإنجليزية)
- كاخا كالادزه على موقع قاعدة بيانات كرة القدم.إي يو (الإنجليزية)
- كاخا كالادزه على موقع ناشيونال فوتبول تيمز (الإنجليزية)
- كاخا كالادزه على موقع Soccerway.com (الإنجليزية)
- كاخا كالادزه على موقع عالم كرة القدم.نت (الإنجليزية)
- كاخا كالادزه على موقع كووورة